# Xabier Mikel Errekondo
Xabier Mikel Errekondo Saltsamendi (Usúrbil, Guipúzcoa, 12 de agosto de 1964), también conocido como Xabier Mikel Recondo o Rekondo, es un político y exjugador profesional español de balonmano.

## Biografía

### Trayectoria deportiva
Errekondo fue un destacado jugador de balonmano en los últimos años 80 y en los 90, periodo en el que militó en clubes punteros de la Liga ASOBAL como el histórico CD Bidasoa de Irún, el Teka de Santander, el Portland San Antonio de Pamplona, el Ciudad Real y el Ademar de León, donde finalizó su carrera en 2002.
Durante su carrera como jugador de balonmano llegó a ser nueve veces internacional con la Selección Española de balonmano, tomando parte en el Campeonato Mundial de Balonmano Masculino de 1993.

### Trayectoria política
En 2007 se presentó a la alcaldía de Usúrbil, su localidad natal, encabezando la candidatura de Acción Nacionalista Vasca. Su lista obtuvo mayoría y Errekondo fue alcalde entre 2007 y 2011 con el apoyo de  Aralar. Durante su mandato se opuso a la instalación de una incineradora, implantando un sistema de recogida selectiva de basura denominado recogida puerta a puerta, no exento de polémica. La ilegalización de ANV impidió a Errekondo presentarse a la reelección como alcalde en las elecciones de 2011.
En las elecciones generales de 2011 se presentó en la lista al Congreso de los Diputados de la coalición Amaiur por Guipúzcoa, que finalmente logró tres diputados en dicha circunscripción, por lo que Errekondo obtuvo acta de diputado para la X Legislatura. En el Congreso ejerció de portavoz de Amaiur.